# Tournoi de tennis de Katowice
Le tournoi de Katowice en Pologne est un tournoi de tennis féminin du circuit professionnel WTA.
La première édition de la compétition se tient en 2013 sur une surface en terre battue indoor. Désormais, elle se déroule sur une surface en dur.

## Palmarès

### Simple
| No | Date       | Nom et lieu du tournoi              | Catégorie | Dotation  | Surface      | Vainqueure          | Finaliste     | Score          |         |
| -- | ---------- | ----------------------------------- | --------- | --------- | ------------ | ------------------- | ------------- | -------------- | ------- |
| 1  | 08-04-2013 | BNP Paribas Katowice Open, Katowice | Intern'l  | 235 000 $ | Terre (int.) | Roberta Vinci       | Petra Kvitová | 7-62, 6-1      | Tableau |
| 2  | 07-04-2014 | BNP Paribas Katowice Open, Katowice | Intern'l  | 250 000 $ | Dur (int.)   | Alizé Cornet        | Camila Giorgi | 7-63, 5-7, 7-5 | Tableau |
| 3  | 06-04-2015 | Katowice Open, Katowice             | Intern'l  | 250 000 $ | Dur (int.)   | Anna K. Schmiedlová | Camila Giorgi | 6-4, 6-3       | Tableau |
| 4  | 04-04-2016 | Katowice Open, Katowice             | Intern'l  | 250 000 $ | Dur (int.)   | Dominika Cibulková  | Camila Giorgi | 6-4, 6-0       | Tableau |

### Double
| No | Date       | Nom et lieu du tournoi             | Catégorie | Dotation  | Surface      | Vainqueures                              | Finalistes                            | Score            |         |
| -- | ---------- | ---------------------------------- | --------- | --------- | ------------ | ---------------------------------------- | ------------------------------------- | ---------------- | ------- |
| 1  | 08-04-2013 | BNP Paribas Katowice Open Katowice | Intern'l  | 235 000 $ | Terre (int.) | Lara Arruabarrena Lourdes Domínguez Lino | Raluca Olaru Valeria Solovieva        | 6-4, 7-5         | Tableau |
| 2  | 07-04-2014 | BNP Paribas Katowice Open Katowice | Intern'l  | 250 000 $ | Dur (int.)   | Yuliya Beygelzimer Olga Savchuk          | Klára Koukalová Monica Niculescu      | 6-4, 5-7, [10-7] | Tableau |
| 3  | 06-04-2015 | Katowice Open Katowice             | Intern'l  | 250 000 $ | Dur (int.)   | Ysaline Bonaventure Demi Schuurs         | Gioia Barbieri Karin Knapp            | 7-5, 4-6, [10-6] | Tableau |
| 4  | 04-04-2016 | Katowice Open Katowice             | Intern'l  | 250 000 $ | Dur (int.)   | Eri Hozumi Miyu Kato                     | Valentyna Ivakhnenko Marina Melnikova | 3-6, 7-5, [10-8] | Tableau |